# Joaquim Haickel
Joaquim Elias Nagib Pinto Haickel, ou apenas Joaquim Haickel, (São Luís, MA, 13 de dezembro de 1959) é um advogado, escritor, jornalista, cineasta, empresário e político maranhense e brasileiro, que foi deputado estadual e federal pelo Maranhão.

## Dados biográficos
Filho de Nagib Haickel, descendente de mercadores do Líbano, e Clarice Pinto Haickel, proveniente de família de comerciantes de origem portuguesa. Advogado formado em 1985 pela Universidade Federal do Maranhão, ingressou no PDS em 1980 e por este partido foi eleito deputado estadual em 1982 em substituição ao pai. Durante a legislatura trocou de partido e foi eleito, também sucedendo ao seu genitor, deputado federal pelo PMDB em 1986 e nisso participou da Assembleia Nacional Constituinte responsável pela Constituição de 1988. Após três anos migrou brevemente para o PDC antes de filiar-se ao PTB, embora não tenha concorrido a um novo mandato no pleito seguinte.
Durante o governo Edson Lobão, foi subsecretário de Assuntos Políticos e subsecretário de Educação. Ato contínuo, entre 1994 e 2000, presidiu a Federação Maranhense de Tênis e a seguir foi vice-presidente da Confederação Brasileira de Tênis. Cinco anos após a morte de seu pai, conquistou um novo mandato de deputado estadual via PRP em 1998 e ao regressar ao PTB reelegeu-se em 2002, contudo obteve seu derradeiro mandato pelo PMDB em 2006.
Membro da Academia Imperatrizense de Letras desde abril de 2006, Joaquim Haickel ingressou na Academia Maranhense de Letras em junho de 2009. 

## Obras
- Confissões de uma caneta (1980)
- O quinto cavaleiro (1981)
- Garrafa de ilusões (1982)
- Manuscritos (1983)
- Antologia (1984)
- Antologia erótica (1985)
- Clara cor-de-rosa (1985)
- A Ponte (1991)
- As melhores crônicas da Clara online (2005)
- Dito e feito (2009)[2]
- Contos, crônicas, poemas & outras palavras (2012)